# Antonietta Pastore
Antonietta Pastore (Torino, 1946) è una scrittrice e traduttrice italiana.
Come traduttrice ha lavorato sui libri, tra gli altri, di Haruki Murakami, Natsume Sōseki, Osamu Dazai e Kōbō Abe.

## Biografia
Nata a Torino nel 1946, frequenta il liceo classico, poi si laurea in Pedagogia all'Università di Ginevra, dove è allieva di Jean Piaget, e consegue la laurea magistrale in Scienze dell'educazione alla Sorbona di Parigi.
Dal 1971 al 1977 vive a Parigi, dove completa gli studi universitari, dal 1972 lavora come insegnante di italiano in una scuola di lingue privata, poi al Musée National d'Art Moderne, incorporato nel 1976 al Centre Georges Pompidou.
Nel 1977 si trasferisce in Giappone dove vive fino al 1993. Inizialmente insegna lingua italiana e francese in due università private, poi dal 1982 ottiene un posto di insegnante di italiano presso l'Università statale di Lingue straniere di Osaka, dove nel 1988 viene nominata visiting professor. 
Nel 1991 pubblica per Einaudi la sua prima traduzione dal giapponese, L'uomo-scatola di Abe Kobo. 
Nel 1993 torna a vivere a Torino e si dedica alla traduzione letteraria e alla scrittura.
Dal 1997 traduce in italiano i libri di Murakami Haruki, a cominciare da L'uccello che girava le viti del mondo.
Nel 2004 inizia la carriera d'autrice pubblicando con Einaudi il saggio Nel Giappone delle donne. Nel 2010, sempre con Einaudi, pubblica la raccolta di racconti Leggero il passo sul tatami e nel 2016 il romanzo Mia amata Yuriko.

## Opere

### Autrice
- 2004 - Nel Giappone delle donne, saggio, Einaudi
- 2010 - Leggero il passo sul tatami, raccolta di racconti, Einaudi
- 2016 - Mia amata Yuriko, romanzo, Einaudi

#### Altro
- 2007 - Prefazione a Mille anni di piacere di Nakagami Kenji, Einaudi
- 2016 - "Una minoranza discriminata e invisibile trova voce nell'opera della scrittrice Sumii Sue, introduzione a Il fiume senza ponti, di Sumii Sue, Atmosphere Libri
- 2021 - Sul filo degli incontri, introduzione a Racconti del Giappone, Einaudi

### Traduzioni dal giapponese
- 1992 - L'uomo scatola (1973), Kobo Abe, Einaudi
- 1995 - Vita di un falsario (1949), Inoue Yasushi, Il Melangolo
- 1999 - L'uccello che girava le viti del mondo (1994), Murakami Haruki, Baldini & Castoldi
- 2001 - L'elefante scomparso (1993), Haruki Murakami, Baldini & Castoldi
- 2001 - Su un letto a due piazze (1983), Nakayama Chinatsu, in Sex and Sushi, Mondadori
- 2002 - La fine del mondo e il paese delle meraviglie (1985), Murakami Haruki, Baldini & Castoldi
- 2003 - L'uomo che fece ritorno (1988), Ikezawa Natsuki, Einaudi
- 2003 - La danzatrice di Izu (1926), Kawabata Yasunari, nel volume su Kawabata della collana I Meridiani, Mondadori
- 2003 - Underground, racconto a più voci dell'attentato alla metropolitana di Tokyo (1997). Murakami Haruki, Einaudi
- 2004 - Morbide guance (1999), Kirino Natsuo, Neri Pozza
- 2004 - I l monte Hiei (1979), Setouchi Harumi, Neri Pozza
- 2005 - Install (2001), Wataya Risa, Einaudi Stile Libero
- 2006 - Io sono un gatto (1905), Natsume Soseki, Neri Pozza
- 2007 - Solo con gli occhi (2003), Wataya Risa, Einaudi Stile Libero
- 2007 - Mille anni di piacere (1982), Nakagami Kenji, Einaudi
- 2007 - Il signorino (1906), Natsume Soseki, Neri Pozza
- 2008 - After Dark (2004), Murakami Haruki, Einaudi
- 2009 - La ragazza di Ipanema del 1963/1982 (1982), Murakami Haruki, in Racconti musicali, Einaudi
- 2009 - L'arte di correre (2007), Murakami Haruki, Einaudi
- 2010 - Nel segno della pecora (1982), Murakami Haruki, Einaudi
- 2010 - I salici ciechi e la donna addormentata (2006), Murakami Haruki, Einaudi
- 2011 - La cartella del professore (2001), Kawakami Hiromi, Einaudi
- 2012 - E poi (1910), Natsume Soseki, Neri Pozza
- 2013 - La porta (1910), Natsume Soseki, Neri Pozza
- 2013 - Al momento del terremoto (2011), Nakamura Fuminori, in Scrivere per Fukushima, Atmosphere Libri
- 2013 - Segnali (2011), Makita Mayuko, in Scrivere per Fukushima, Atmosphere Libri
- 2013 - Ritratti in jazz (1997/2001), Murakami Haruki, Einaudi
- 2014 - Le donne del signor Nakano (2005), Kawakami Hiromi, Einaudi
- 2014 - L'incolore Tazaki Tsukuru e i suoi anni di pellegrinaggio (2013), Murakami Haruki, Einaudi
- 2015 - Uomini senza donne (2014), Murakami Haruki, Einaudi
- 2015 - La strana biblioteca (2005), Murakami Haruki, Einaudi
- 2016 - Il fiume senza ponti (1958), Sumii Sue, Atmosphere Libri
- 2016 - Vento e flipper (1979/1980), Murakami Haruki, Einaudi
- 2016 - Il bosco, Rashomon (1915), Akutagawa Ryunosuke, in Rashomon e altri racconti, Einaudi Stile Libero
- 2016 - La caduta di un'élite intellettuale, Murakami Haruki, in Rashomon e altri racconti, Einaudi Stile Libero
- 2016 - L'assalto alle panetterie, Murakami Haruki (1989), Einaudi
- 2017 - Il mestiere dello scrittore (2015), Murakami Haruki, Einaudi
- 2018 - Dieci amori di Nishino (2003), Kawakami Hiromi, Einaudi
- 2018 - L'assassinio del commendatore. Libro primo. Idee che affiorano (2017), Murakami Haruki, Einaudi
- 2019 - L'assassinio del commendatore. Libro secondo. Metafore che si trasformano (2018), Murakami Haruki, Einaudi
- 2019 - Assolutamente musica, Murakami Haruki, Ozawa Seiji (2011), Einaudi
- 2020 - Denti di leone (1972), Kawabata Yasunari, Mondadori
- 2020 - Il mistero della donna tatuata (1948), Takagi Akimitsu, Einaudi
- 2020 - Abbandonare un gatto (2019), Murakami Haruki, Einaudi
- 2021 - Prima persona singolare (2020), Murakami Haruki, Einaudi
- 2022 - Residenza per signore sole (1957), Togawa Masako, Marsilio
- 2022 - Lo squalificato (1948), Dazai Osamu, Mondadori
- 2022 - La voce dell'acqua (2014). Kawakami Hiromi, Einaudi
- 2022 - Il bambino e il cane (2020), Hase Seishū, Marsilio
- 2022 - Le mie amate T-shirt (2020), Murakami Haruki, Einaudi
- 2023 - Il sole si spegne (1947), Dazai Osamu, Mondadori
- 2023 - Diario di un seduttore (2023), Togawa Masako, Marsilio
- 2024 - La città e le sue mura incerte (2024), Murakami Haruki, Einaudi.
- 2025 - Luna di miele verso il nulla (1967), Takagi Akimitsu, Einaudi

### Traduzioni dal francese
- 1999 - Ombra sultana (1987), Assia Djebar, Baldini & Castoldi
- 2001 - Vasta è la prigione (1995), Assia Djebar, Baldini & Castoldi

### Premi
Maggio 2004: Premio Alcantare per la traduzione dal giapponese. 
Ottobre 2010: Premio Settembrini per la raccolta di racconti Leggero il passo sui tatami. 
Aprile 2017: Premio internazionale Noma per la traduzione del romanzo di Haruki Murakami L'incolore Tazaki Tsukuru e i suoi anni di pellegrinaggio.
Luglio 2023: Premio Il Mouse del traduttore, assegnato nell'ambito della rassegna "Un libro per l'estate" di Finale Ligure.  
Maggio 2024: Premio di traduzione Giovanni, Emma e Luisa Enriques.